# Vienna hotVolleys Volleyballteam
Il Vienna hotVolleys Volleyballteam è una società pallavolistica maschile austriaca, con sede a Vienna: milita nel campionato di 2. Bundesliga.

## Rosa 2013-2014
| N° | Nome                | Ruolo | Data di nascita  | Nazionalità sportiva |
| -- | ------------------- | ----- | ---------------- | -------------------- |
| 1  | David Michel        | S     | 27 ottobre 1996  | Austria              |
| 2  | Boris Gasinski      | C     | 13 agosto 1996   | Austria              |
| 2  | Felix Friedl        | C     | 24 giugno 1996   | Austria              |
| 4  | Dino Divković       | C     | 17 agosto 1994   | Austria              |
| 5  | Thomas Tröthann     | S     | 4 maggio 1992    | Austria              |
| 6  | Matthias Kienbauer  | L     | 16 maggio 1983   | Austria              |
| 7  | Vladimir Adamović   | P     | 25 giugno 1987   | Serbia               |
| 8  | Niklas Maurer       | L     | 9 settembre 1995 | Austria              |
| 9  | Tomáš Hollý         | P     | 21 febbraio 1985 | Slovacchia           |
| 10 | Richard Němec       | C     | 3 maggio 1972    | Slovacchia           |
| 12 | Robert Szczerbaniuk | C     | 29 maggio 1977   | Polonia              |
| 13 | Matej Hukel         | O     | 27 agosto 1988   | Slovacchia           |
| 14 | Vojislav Kostić     | C     | 27 novembre 1994 | Montenegro           |
| 15 | Ricardo Serafim     | S     | 21 maggio 1980   | Brasile              |
| 17 | Daniel Meissner     | L     | 7 maggio 1995    | Austria              |
| -  | Matthias Löffler    | -     | -                | Austria              |
| -  | Matthias Rosenfeld  | -     | -                | Austria              |
| -  | Oliver Selikovsky   | S     | 15 maggio 1996   | Austria              |

## Palmarès
- Campionato austriaco: 18

1980-81, 1982-83, 1983-84, 1984-85, 1991-92, 1992-93, 1993-94, 1995-96, 1996-97, 1997-98,
1998-99, 1999-00, 2000-01, 2001-02, 2002-03, 2003-04, 2006-07, 2007-08
- Coppa d'Austria: 15

1981-82, 1982-83, 1983-84, 1992-93, 1993-94, 1995-96, 1996-97, 1997-98, 1998-99, 1999-00,
2000-01, 2001-02, 2002-03, 2008-09, 2010-11
- Supercoppa austriaca: 1

2004
- Interliga/Middle European League: 4

2000, 2001, 2005, 2005-06

## Denominazioni precedenti
- 1953-1999: Sportklub Görz 33